# Paratryphera grandis
Paratryphera grandis är en tvåvingeart som beskrevs av Ziegler och Hiroshi Shima 1996. Paratryphera grandis ingår i släktet Paratryphera och familjen parasitflugor. Inga underarter finns listade i Catalogue of Life.